# 火曜JUNK2 波田陽区の中までテキーラ!
火曜JUNK2 波田陽区の中までテキーラ!（かようジャンクツー はたようくのなかまでテキーラ!）は、2005年4月〜2006年9月まで、TBSラジオをキー局にJRN系列各局で毎週火曜27:00〜28:00（水曜3:00〜4:00）に深夜放送されていたラジオ番組。パーソナリティは波田陽区。

## 概要
- 放送開始は2005年4月5日（4月6日未明）で、2006年9月26日（9月27日未明）の放送をもって最終回を迎えた。放送回数は77回。
- 番組名の由来は波田陽区の中の部分まで知る事が出来るという事から（これは2005年12月19日放送の笑い飯のトランジスタラジオくんで明かされた）。
- 1週間に届く葉書・メールの合計数が700件を超える。謎の放送作家・通称うさぎちゃんもスタジオにいて笑っている。
- 放送開始時から録音放送が主であるが、2006年4月分の放送は生放送で放送した。
- 2006年8月29日放送では、前番組の爆笑問題カーボーイが5ヶ月振りの生放送を行ったため、爆笑問題の二人がオープニングから27:07分頃まで特別出演した。
- 2006年10月6日からあっ!とおどろく放送局で『波田陽区の奥までテキーラ』として放送が再開された。コーナー等はまったく違う。

- 番組終了から約1年半後の2008年2月21日に放送されたカンニング竹山 生はダメラジオで波田陽区がゲスト出演し、何故番組が終了したかが明かされた。

## コーナー
テキーラ・コード
ダ・ヴィンチ・コード同様、身近に起きた不可解な出来事を報告。募集要項は有名人当てクイズに近いが、ネタ内容は「お前に乾杯!テキ～ラ・アキ～ラ!」にかなり近い。2006年5月23日開始。
波タレコミのコーナー
リスナーがタクシードライバーに扮して芸能人の嘘のタレコミをしてもらう、始まる時にタクシーのクラクションの音がなっているが、波田陽区は気に入らないらしい…
夢で落ちたら
- 波田のチーフマネージャー・杉浦さん（杉浦由希子マネージャー、明治大学卒）が見た夢を当ててもらうコーナー

波田まさしのナンチャラ宣言
- さだまさしの「関白宣言」の出だしを替え歌にするコーナー。このコーナーを行っている間、関白宣言がエンディングテーマだった。

### 終了したコーナー
波田見もこみち 独占インタビュー
波田陽区ふんする波田見もこみちがリスナーからの質問を答えてくるコーナー。すねた子供のような声で「は〜ぃ〜。」でネタを落とす。2006年5月9日開始。あまりにネタが下品すぎたため2006年7月19日終了。
せみのあ〜ちゃん
波田陽区ふんするせみのあ～ちゃんが地上で生きている7日間（7日に満たないときもある）にあったことを最後に死ぬことをオチにして日記風に語って行くコーナー。2006年7月26日開始も､内容が暗かったため3週間で終了。
深夜のギター侍
波田が旬の有名人を斬っていく。（ゲストが来た場合はゲスト斬り）
2006年1月4日終了。（理由は杉浦由希子マネージャーを斬ろうとした為）
中までテキーラエロかわいいオーディション
エロい女子リスナーを紹介していくコーナー
おやすみ侍
エンディングコーナー。いつもの波田のネタではなく、「…駄々こねるじゃない?」や「はい、タオルケット♪」と、寝る前に侍がささやく。女の子に人気のコーナー。2006年3月28日終了。
ベタホメ侍
開始当初はエンディングコーナー。波田がヘコんでいるリスナーに対して波田が励ますコーナー。2006年3月28日開始
マナカナの見分け方
「一攫千金!ぼくハタえもんです」から派生したコーナーで、山上家の野望(後述)と同時期（2005年7月12日）に開始。双子の姉妹、三倉茉奈・佳奈の見分け方を紹介するが、佳奈が下ネタに走ってしまう場合が多い。2005年9月28日終了。
ボツ ザ フライデー
フライデーに投稿したらボツになりそうなネタを投稿する
タレント本プロデュース（オープニングコーナー）
リスナーがプロデューサーになってタレント本を作る企画
ウエンツ亭瑛士
2005年5月17日開始。ウエンツ瑛士の目撃情報（フィクション）を募集。2005年6月28日放送ではウエンツ本人が登場し集大成を迎え、最終回に。
山上家の野望
「てじな〜にゃ!」でおなじみの史上最年少マジシャン『山上兄弟』の家族内で繰り広げられていそうな会話をリスナーが妄想して送るコーナー。ウエンツ亭瑛士の後継コーナーであったが、「これ以上やると危険」ということで、2005年8月2日に終了）
アダルトストーリー
女性リスナーから送られたHな小説を読む。2005年8月2日開始、2005年8月16日に紋舞らんが小説を読んで終わった。
有名人当てクイズ（オープニングコーナー）
2005年9月12日から10月18日まで放送。ヒントだけでクイズを出題するが、その有名人の人権侵害に関わるので正解は教えられないという。
目指せ、22世紀のスター～クリスマスソングオーディション（オープニングコーナー）
2005年11月1日から12月20日まで放送。クリスマスソングを歌ってほしい有名人を指名し、どういうシチュエーションで歌ってほしいかをネタにする。またリスナーの自作クリスマスソングも一般募集。
波田陽区のキター
2005年10月4日から2005年12月27日まで放送。リスナーが注目しているものを紹介。2005年11月1日からは波田のギター愛称募集に変わった。
お前に乾杯！テキ～ラ・アキ～ラ!
リスナーが幸せになれる瞬間を紹介。コーナー名の由来は番組名から。初回から放送された人気コーナーだったが、2005年12月27日終了。
一攫千金!ぼく波田えもん
リスナー考案の発明品アイデアを発表。有名人いじりな発明品が多い。初回から2005年9月6日まで放送。
かっちゃんの遺言
タッチの上杉和也が死ぬ間際に言い放つ発言内容を考えてもらう。2005年9月6日から2005年11月1日まで放送。
GO!GO!フィットレスクラブ
ミスマッチネタを考案するコーナー。2006年5月2日限定で行った。
ビルボード圏外のアーティスト
ネタコーナーの直後に「(ビルボード圏外)売れないミュージシャンが今週も…」というくだりで、波田が自作ラブソングを弾き語りしている。初回からのコーナーだったが、2005年12月27日終了。2006年3月21日に一夜限定復活した。このコーナーで歌われた歌は、2006年9月22日に江古田でのライブイベント「波田陽区“歌ライブ・テキーラナイト!!”」でも披露された。
ビルボード圏外赤田ふぐのミッドナイドライブシャワー
ビルボード圏外こと赤田ふぐがさまざまなメールを募集するコーナー。2006年1月から3月までの限定放送だった。
検索くん
キーワードを三つ連想してそこから出てくる言葉を考えるコーナー。2006年3月28日から2006年5月16日まで放送。
杉浦さんの「だからダメなのよ！」
リスナーのダメッぷりを紹介するコーナー。2006年3月28日から2006年5月16日まで放送
杉浦さんのコーナータイトルを考える
2006年5月23日開始。リスナー考案のコーナータイトルを、ミキサー卓にいる杉浦さんが批評。波田が斬られている場合は、杉浦さんは高評価となる。
妄想トレイン!世界の車窓から
2006年3月28日開始。「世界の車窓から」のBGMとナレーション風に有名人をいじり倒す。
ほぼ全てのコーナー、特に「マナカナの見分け方」・「だからダメなのよ」、さらにはフリートークでも、放送ギリギリの下ネタが連発されている（放送が始まって、いきなりオ○ニーの話になった時もあった）。女性リスナーからの下ネタの投稿も多い。

## ポッドキャスト
放送終了後のトークが聞ける。
ポッドキャストのランキングにて100位以下のランク外がほとんどだったため、Junk・Junk2では唯一、広告放送を入れられなかった。

## スタッフ
- プロデューサー・萩原慶太郎（ハギピー、パチプロに転向）
- ディレクター・杉山
- アシスタントディレクター・島田
- ミキサー・よっしー（テレコム・サウンズ）、佐藤
- 番組構成作家・うさぎちゃん